# Edgar Barth
Wilfried Edgar Barth (* 26. Januar 1917 in Herold; † 20. Mai 1965 in Ludwigsburg) war ein deutscher Automobilrennfahrer.

## Karriere
Barth begann seine Karriere 1934 mit Motorradrennen der Marken DKW und BMW. Nach dem Zweiten Weltkrieg lebte er in Ostdeutschland und begann in den frühen 1950er Jahren wieder ins internationale Renngeschehen einzugreifen. 1953 siegte er auf der Autobahnspinne Dresden. Beim Großen Preis von Deutschland 1953 vertrat er auf EMW die DDR in der Fahrerweltmeisterschaft. Beim Eifelrennen 1955 fuhren er und Paul Thiel für das AWE Rennkollektiv einen Doppelsieg in der Klasse Rennsportwagen bis 1500 cm³ ein. 1957 siedelte er in den Westen über und wurde daraufhin von Porsche unter Vertrag genommen.
In den folgenden Jahren fuhr er sowohl Formel-2-, Sportwagen- als auch Bergrennen. Zu seinen Siegen zählten unter anderem Platz eins der Formel-2-Wertung beim Großen Preis von Deutschland 1957 auf dem Nürburgring, die Targa Florio 1959 und der dreimalige Gewinn der Europa-Bergmeisterschaft in den Jahren 1959, 1963 und 1964, wobei sein Titelerfolg im Jahr 1963 besonders eindrucksvoll war, denn er gewann sechs der insgesamt sieben Wertungsläufe.

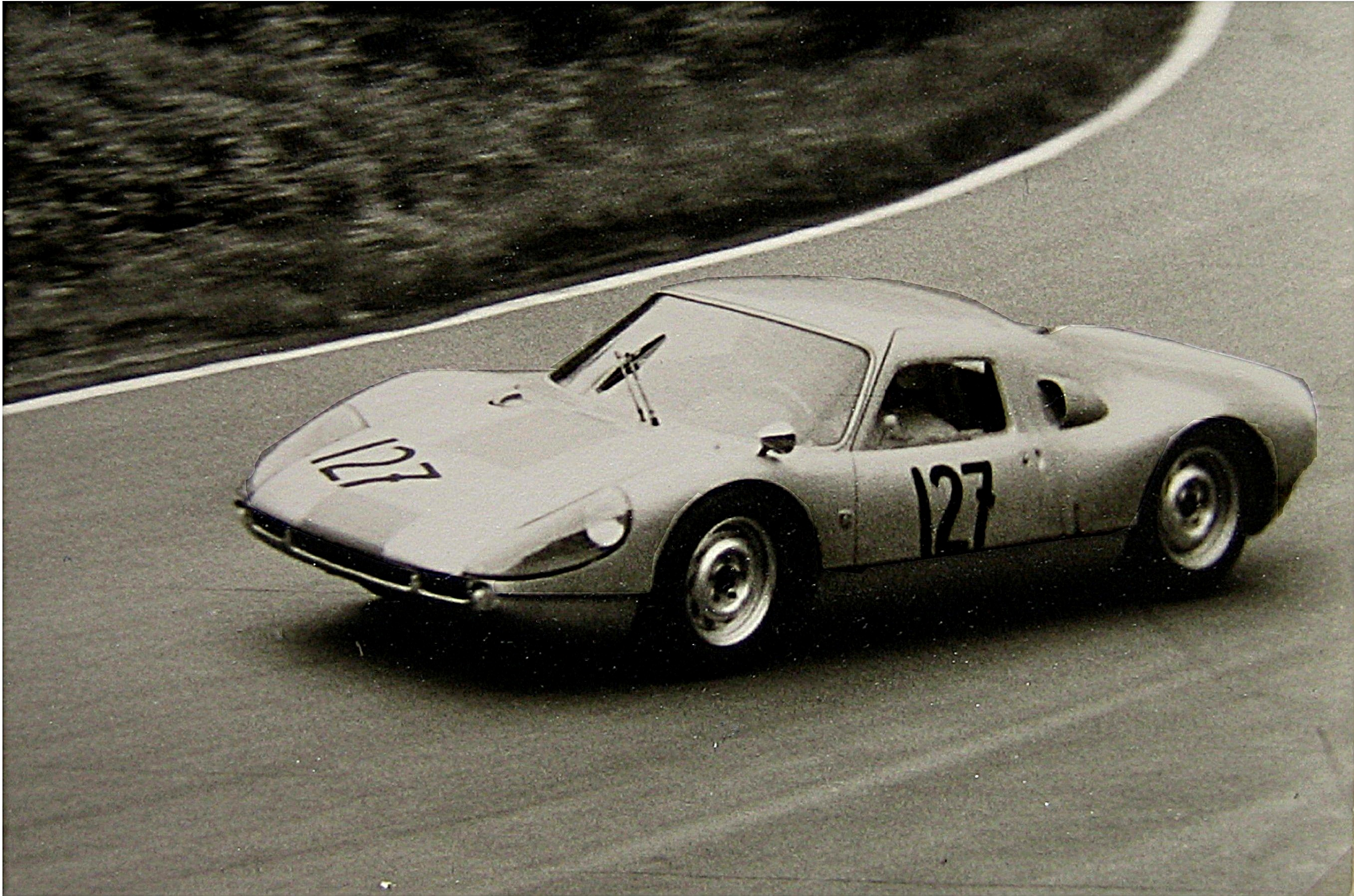
Edgar Barth im Porsche 904-8 beim Training zum 1000-km-Rennen 1964 auf dem Nürburgring im Streckenabschnitt Brünnchen

Die Targa Florio gewann er zusammen mit Wolfgang Seidel auf einem Porsche 718 RSK. Dieses Rennen ging über 14 Runden bzw. 1008 km, die das Team in 11:02:21,8 Stunden bzw. mit einer Durchschnittsgeschwindigkeit von 91,3 km/h zurücklegte. Beim Training zu seinem vorletzten Rennen auf dem Nürburgring, dem 1000-km-Rennen 1964, verunglückte er mit einem Porsche 904-8 nach dem Wechsel der Bremsbeläge spektakulär. Er hatte versäumt, vor dem Abfahren das Bremspedal mehrmals zu betätigen, um Bremsdruck aufzubauen. Dadurch trat er beim Bremsen vor der Südkehre gewissermaßen ins Leere. Der Wagen geriet mit großer Wucht in den Graben am Rand der Strecke und Barth wurde samt Sitz hinausgeschleudert, verletzte sich jedoch kaum und sollte am Sonntag in einem Ersatzwagen starten. Barth kam aber nicht zum Einsatz, da sein Partner Colin Davis bereits nach zehn Runden verunglückte und ausschied.
In der Formel 1 trat Barth nur sporadisch an. Beim Großen Preis von Deutschland 1958 auf dem Nürburgring erreichte er mit einem Formel 2 Porsche 718 RSK sein bestes Grand-Prix-Ergebnis, einen 6. Platz. Zuletzt fuhr er – schon von seiner Krebserkrankung gezeichnet – einen Cooper-B.R.M. des Rob Walker Racing Teams beim Großen Preis von Deutschland 1964, fiel allerdings früh mit einem Kupplungsschaden aus.
Seinen letzten internationalen Erfolg als Fahrer erzielte er beim 1000-km-Rennen von Paris 1964, das er gemeinsam mit Colin Davis in einem Porsche 904/8 Coupé auf Gesamtrang 3 und mit dem Klassensieg in der Prototypenklasse bis 2.0 Liter Hubraum beendete.
1965 erlag der 48-Jährige seiner Krankheit. Sein Sohn Jürgen Barth wurde ein bekannter Langstreckenfahrer und konnte 1977 das 24-Stunden-Rennen von Le Mans gewinnen.

## Statistik

### Statistik in der Automobil-Weltmeisterschaft
Diese Statistik umfasst alle Teilnahmen des Fahrers an der Automobil-Weltmeisterschaft, die heutzutage als Formel-1-Weltmeisterschaft bezeichnet wird.

#### Gesamtübersicht
| Saison | Team                   | Chassis        | Motor          | Rennen | Siege | Zweiter | Dritter | Poles | schn. Rennrunden | Punkte | WM-Pos. |
| ------ | ---------------------- | -------------- | -------------- | ------ | ----- | ------- | ------- | ----- | ---------------- | ------ | ------- |
| 1953   | Rennkollektiv EMW      | EMW R2         | EMW 2.0 L6     | 1      | −     | −       | −       | −     | −                | −      | −       |
| 1957   | Dr. Ing. F. Porsche KG | Porsche 550 RS | Porsche 1.5 F4 | 1      | −     | −       | −       | −     | −                | −      | −       |
| 1958   | Dr. Ing. F. Porsche KG | Porsche RSK    | Porsche 1.5 F4 | 1      | −     | −       | −       | −     | −                | −      | −       |
| 1960   | Dr. Ing. F. Porsche KG | Porsche 718    | Porsche 1.5 F4 | 1      | −     | −       | −       | −     | −                | −      | −       |
| 1964   | Rob Walker Racing Team | Cooper T66     | Climax 1.5 V8  | 1      | −     | −       | −       | −     | −                | −      | −       |
| Gesamt | Gesamt                 | Gesamt         | Gesamt         | 5      | −     | −       | −       | −     | −                | −      |         |

#### Einzelergebnisse
| Saison | 1 | 2 | 3 | 4 | 5   | 6   | 7 | 8 | 9 | 10 | 11 |
| ------ | - | - | - | - | --- | --- | - | - | - | -- | -- |
| 1953   |   |   |   |   |     |     |   |   |   |    |    |
|        |   |   |   |   |     | DNF |   |   |   |    |    |
| 1957   |   |   |   |   |     |     |   |   |   |    |    |
|        |   |   |   |   | 12  |     |   |   |   |    |    |
| 1958   |   |   |   |   |     |     |   |   |   |    |    |
|        |   |   |   |   |     |     | 6 |   |   |    |    |
| 1960   |   |   |   |   |     |     |   |   |   |    |    |
|        |   |   |   |   |     |     |   | 7 |   |    |    |
| 1961   |   |   |   |   |     |     |   |   |   |    |    |
|        |   |   |   |   | DNS | DNS |   |   |   |    |    |
| 1964   |   |   |   |   |     |     |   |   |   |    |    |
|        |   |   |   |   | DNF |     |   |   |   |    |    |

| Legende  | Legende            | Legende                                                          |
| Farbe    | Abkürzung          | Bedeutung                                                        |
| -------- | ------------------ | ---------------------------------------------------------------- |
| Gold     | –                  | Sieg                                                             |
| Silber   | –                  | 2. Platz                                                         |
| Bronze   | –                  | 3. Platz                                                         |
| Grün     | –                  | Platzierung in den Punkten                                       |
| Blau     | –                  | Klassifiziert außerhalb der Punkteränge                          |
| Violett  | DNF                | Rennen nicht beendet (did not finish)                            |
| Violett  | NC                 | nicht klassifiziert (not classified)                             |
| Rot      | DNQ                | nicht qualifiziert (did not qualify)                             |
| Rot      | DNPQ               | in Vorqualifikation gescheitert (did not pre-qualify)            |
| Schwarz  | DSQ                | disqualifiziert (disqualified)                                   |
| Weiß     | DNS                | nicht am Start (did not start)                                   |
| Weiß     | WD                 | zurückgezogen (withdrawn)                                        |
| Hellblau | PO                 | nur am Training teilgenommen (practiced only)                    |
| Hellblau | TD                 | Freitags-Testfahrer (test driver)                                |
| ohne     | DNP                | nicht am Training teilgenommen (did not practice)                |
| ohne     | INJ                | verletzt oder krank (injured)                                    |
| ohne     | EX                 | ausgeschlossen (excluded)                                        |
| ohne     | DNA                | nicht erschienen (did not arrive)                                |
| ohne     | C                  | Rennen abgesagt (cancelled)                                      |
| ohne     | keine WM-Teilnahme |                                                                  |
| sonstige | P/fett             | Pole-Position                                                    |
| sonstige | 1/2/3/4/5/6/7/8    | Punktplatzierung im Sprint-/Qualifikationsrennen                 |
| sonstige | SR/kursiv          | Schnellste Rennrunde                                             |
| sonstige | *                  | nicht im Ziel, aufgrund der zurückgelegten Distanz aber gewertet |
| sonstige | ()                 | Streichresultate                                                 |
| sonstige | unterstrichen      | Führender in der Gesamtwertung                                   |

### Le-Mans-Ergebnisse
| Jahr | Team                       | Fahrzeug                  | Teamkollege      | Platzierung            | Ausfallgrund     |
| ---- | -------------------------- | ------------------------- | ---------------- | ---------------------- | ---------------- |
| 1957 | Porsche KG                 | Porsche 718 RSK           | Umberto Maglioli | Ausfall                | Unfall           |
| 1958 | Porsche KG                 | Porsche 718 RSK           | Paul Frère       | Rang 4 und Klassensieg |                  |
| 1959 | Porsche KG                 | Porsche 718 RSK           | Wolfgang Seidel  | Ausfall                | Getriebeschaden  |
| 1960 | Porsche KG                 | Porsche 718 RS60          | Wolfgang Seidel  | Rang 11                |                  |
| 1961 | Porsche System Engineering | Porsche 718 RS61/4 Spyder | Hans Herrmann    | Rang 7                 |                  |
| 1962 | Porsche System Engineering | Porsche 356 B Abarth      | Hans Herrmann    | Rang 7 und Klassensieg |                  |
| 1963 | Porsche System Engineering | Porsche 718/8 WRS Spyder  | Herbert Linge    | Rang 8 und Klassensieg |                  |
| 1964 | Porsche System Engineering | Porsche 904/8             | Herbert Linge    | Ausfall                | Kupplungsschaden |

### Sebring-Ergebnisse
| Jahr | Team                       | Fahrzeug                        | Teamkollege        | Platzierung | Ausfallgrund     |
| ---- | -------------------------- | ------------------------------- | ------------------ | ----------- | ---------------- |
| 1958 | Porsche K. G.              | Porsche 718 RSK                 | Jean Behra         | Ausfall     | Kraftübertragung |
| 1959 | Porsche Auto Company       | Porsche 718 RSK                 | John Fitch         | Rang 5      |                  |
| 1961 | Porsche Auto               | Porsche 718 RS 61               | Hans Herrmann      | Ausfall     | Motorschaden     |
| 1962 | Porsche System Engineering | Porsche 356B Carrera Abarth GTL | Paul-Ernst Strähle | Rang 9      |                  |
| 1963 | Porsche System Engineering | Porsche 356B Carrera Abarth GTL | Herbert Linge      | Rang 10     |                  |
| 1964 | Porsche System Engineering | Porsche 718 RS Spyder           | Herbert Linge      | Rang 19     |                  |

### Einzelergebnisse in der Sportwagen-Weltmeisterschaft
| Saison | Team                                       | Rennwagen                                        | 1   | 2   | 3   | 4   | 5   | 6   | 7   | 8   | 9   | 10  | 11  | 12  | 13  | 14  | 15  | 16  | 17  | 18  | 19  | 20  | 21  | 22  |
| ------ | ------------------------------------------ | ------------------------------------------------ | --- | --- | --- | --- | --- | --- | --- | --- | --- | --- | --- | --- | --- | --- | --- | --- | --- | --- | --- | --- | --- | --- |
| 1956   | VEB                                        | AWE R3/55                                        | BUA | SEB | MIM | NÜR | KRI |     |     |     |     |     |     |     |     |     |     |     |     |     |     |     |     |     |
| 1956   | VEB                                        | AWE R3/55                                        | 7   |     |     |     |     |     |     |     |     |     |     |     |     |     |     |     |     |     |     |     |     |     |
| 1957   | Porsche                                    | Porsche 550 Porsche 718 RSK                      | BUA | SEB | MIM | NÜR | LEM | KRI | CAR |     |     |     |     |     |     |     |     |     |     |     |     |     |     |     |
| 1957   | Porsche                                    | Porsche 550 Porsche 718 RSK                      |     |     |     | 4   | DNF |     | 5   |     |     |     |     |     |     |     |     |     |     |     |     |     |     |     |
| 1958   | Porsche                                    | Porsche 550 Porsche 718 RSK                      | BUA | SEB | TAR | NÜR | LEM | RTT |     |     |     |     |     |     |     |     |     |     |     |     |     |     |     |     |
| 1958   | Porsche                                    | Porsche 550 Porsche 718 RSK                      | 5   | DNF | DNF | 6   | 4   | 4   |     |     |     |     |     |     |     |     |     |     |     |     |     |     |     |     |
| 1959   | Porsche                                    | Porsche 718 RSK                                  | SEB | TAR | NÜR | LEM | RTT |     |     |     |     |     |     |     |     |     |     |     |     |     |     |     |     |     |
| 1959   | Porsche                                    | Porsche 718 RSK                                  | 5   | 1   | DNF | DNF | 12  |     |     |     |     |     |     |     |     |     |     |     |     |     |     |     |     |     |
| 1960   | Porsche                                    | Porsche 718 RSK                                  | BUA | SEB | TAR | NÜR | LEM |     |     |     |     |     |     |     |     |     |     |     |     |     |     |     |     |     |
| 1960   | Porsche                                    | Porsche 718 RSK                                  | DNF |     | 5   | DNF | 11  |     |     |     |     |     |     |     |     |     |     |     |     |     |     |     |     |     |
| 1961   | Porsche                                    | Porsche 718 RSK                                  | SEB | TAR | NÜR | LEM | PES |     |     |     |     |     |     |     |     |     |     |     |     |     |     |     |     |     |
| 1961   | Porsche                                    | Porsche 718 RSK                                  | DNF | 3   | DNF | 7   | 2   |     |     |     |     |     |     |     |     |     |     |     |     |     |     |     |     |     |
| 1962   | Porsche Scuderia Serenissima Robert Buchet | Porsche 356                                      | DAY | SEB | SEB | MAI | TAR | BER | NÜR | LEM | TAV | CCA | RTT | NÜR | BRI | BRI | PAR |     |     |     |     |     |     |     |
| 1962   | Porsche Scuderia Serenissima Robert Buchet | Porsche 356                                      |     |     | 9   |     | 10  |     | 6   | 7   | 14  |     |     |     |     |     | 18  |     |     |     |     |     |     |     |
| 1963   | Porsche                                    | Porsche 356 Porsche 718 WRS                      | DAY | SEB | SEB | TAR | SPA | MAI | NÜR | CON | ROS | LEM | MON | WIS | TAV | FRE | CCE | RTT | OVI | NÜR | MON | MON | TDF | BRI |
| 1963   | Porsche                                    | Porsche 356 Porsche 718 WRS                      |     |     | 10  | 3   |     |     | 4   |     | 1   | 8   |     |     | 6   | 1   |     |     | 1   |     |     |     |     |     |
| 1964   | Porsche                                    | Porsche 356 Porsche 718 RS Porsche 904 Elva Mk.7 | DAY | SEB | TAR | MON | SPA | CON | NÜR | ROS | LEM | REI | FRE | CCE | RTT | SIM | NÜR | MON | TDF | BRI | BRI | PAR |     |     |
| 1964   | Porsche                                    | Porsche 356 Porsche 718 RS Porsche 904 Elva Mk.7 | 6   | 19  | 6   |     | 5   |     | DNF | 1   | DNF | DNF | 1   |     |     | DNF |     |     |     |     |     | 3   |     |     |